# Dyera polyphylla
Dyera polyphylla là một loài thực vật có hoa trong họ La bố ma. Loài này được (Miq.) Steenis mô tả khoa học đầu tiên năm 1967.